# Wilhelm Backhaus
Pour les articles homonymes, voir Backhaus.
Wilhelm Backhaus, né le 26 mars 1884 à Leipzig (Empire allemand) et mort le 5 juillet 1969 à Villach (Autriche), est un pianiste et pédagogue allemand naturalisé suisse, connu notamment pour ses interprétations des œuvres de Beethoven et de Brahms.

## Biographie
Wilhelm Backhaus est le fils de l'architecte Otto Ferdinand Willibald Backhaus. Jusqu'à ses quinze ans, en 1899, il étudie le piano au conservatoire de sa ville avec Aloïs Reckendorf (1891–1899), avant de prendre des leçons privées avec Eugen d'Albert à Francfort-sur-le-Main en 1899. Il donne son premier concert à l'âge de huit ans, et à onze ans il rencontre personnellement Johannes Brahms (1895) lors d'une exécution du deuxième concerto par Eugen d'Albert, dirigé par le compositeur. À seize ans il se produit pour la première fois dans une tournée de concerts à Londres (1900), en tant qu'accompagnateur d'un chanteur italien. En 1905 il remporte le Prix Anton Rubinstein, qui cette année-là se déroule à Paris — devant Béla Bartók, qui termine deuxième. Pensant qu'il y avait eu tricherie, le pianiste Arthur Rubinstein lui voua une haine pour la vie. 
La même année il est nommé professeur au Royal College de Manchester, fonction qu'il n'exerce toutefois que jusqu'en 1912, mais sa popularité de concertiste est telle qu'il réduit ses cours à des classes de maître. Le 5 janvier 1912 il fait ses débuts aux États-Unis dans « L'Empereur » de Beethoven, avec Walter Damrosch et l'Orchestre de New York. L'année suivante il grave son premier disque : le concerto de Grieg.
L’histoire retient Backhaus comme ambassadeur et grand serviteur de la musique allemande ; il en est ainsi grâce à ses très nombreux enregistrements de Bach, Brahms et, avant tout, Beethoven, auquel il s’efforçait de ressembler physiquement dans sa jeunesse[réf. souhaitée], et dont il enregistra les concertos à de multiples reprises, ainsi que deux intégrales des sonates après la guerre.
Tout au long de sa vie Backhaus voyage beaucoup, enchaînant souvent les concerts à un rythme soutenu (ainsi, en 1921 à Buenos Aires il se produit dix-sept fois en moins de trois semaines). En 1930 il s'installe à Lugano, enseigne et devient citoyen suisse. Il décède le 5 juillet 1969 à Villach, en Autriche, où il vient de finir de donner un concert.
Backhaus est considéré comme l'un des premiers grands pianistes modernes. Son jeu, conciliant la grandeur, la pureté, le dépouillement stylistique et une expressivité intense, est entré dans la légende. Bien que parfois il laisse aux auditeurs « une impression de sécheresse », « pour beaucoup d'observateurs, [il] incarne l'apothéose de l'art de l'interprétation à l'allemande : sévère, ennemie de toute virtuosité fracassante comme de toute fantaisie, privilégiant les œuvres les plus sérieuses et une lecture probe » — Alain Lompech. Alain Pâris qualifie d'intemporelle son approche du piano et de la musique.
Toujours fidèle aux pianos viennois, il reçoit en 1953 le Prix Bösendorfer.

## Discographie
Wilhelm Backhaus laisse pour son époque un legs particulièrement important : on y trouve, entre autres, la première mondiale de l'intégrale des Études de Chopin, réalisée en 1928 et considérée aujourd'hui encore comme une référence, de nombreuses œuvres de Mozart et une quantité considérable d'œuvres de Beethoven et de Brahms, ses deux compositeurs de prédilection. 
L'intégrale des sonates de Beethoven qu'il réalise pour Decca reste également l'une des plus fameuses versions jamais enregistrées.
- Bach, Suite anglaise no 6, BWV 811 ; Préludes et fugues BWV 860 & 884 - Wilhelm Backhaus, piano (1956-1957, Decca 433 901-2) (OCLC 658693824)
- Beethoven, Sonates pour piano (1952-1969, Decca 475 7198)[9],[10] (OCLC 794715530)
- Beethoven, Brahms, Mozart (no 27) et Schumann, Concertos pour piano - Wilhelm Backhaus, piano ; Orchestre philharmonique de Vienne, dir. Hans Schmidt-Isserstedt, Clemens Krauss (Beethoven 4 et 5 en 1951 et 1953), Karl Böhm, Günter Wand (1950 à 1967, 8CD Decca)[11],[12],[13] (OCLC 1040306687), (OCLC 976437573 et 669205476)
- Brahms, Concerto pour piano no 2 - Staatskapelle de Dresde, dir. Karl Böhm no 2 (1939, EMI)[14]
- Brahms, Concertos nos 1 et 2 et Capriccio op. 76 no 2 ; Intermezzo op. 117 no 1 ; Rhapsodie op. 79 no 1 ; Intermezzi op. 116 et 119 ; 6 pièces, op. 118 - Wilhelm Backhaus, piano (1953-1967, Decca)[13] (OCLC 794213577)
- Chopin, Sonate no 2, extraits des Études op. 10 (nos 2, 5, 8 et 10) et 25 (nos 1-3, 6-9 et 11), Ballade no 1, Mazurkas no 17, 20 et 24, Valse brillante - Wilhelm Backhaus, piano (juillet et septembre 1950, octobre 1952, Testament SBT 1335)
- Mozart, Sonates pour piano K.282, 283, 330 et 332 ; Haydn, Sonates Hob.XVI 48 & 52 - Wilhelm Backhaus, piano (1957-1966, Decca 433 900-2) (OCLC 658693804)

Concerts
- Récitals à Carnegie Hall : Beethoven, Concerto pour piano no 4 ; Sonates pour piano op. 10, 13, 31, 79, 81a et 111 - Wilhelm Backhaus, piano ; Orchestre philharmonique de New York, dir. Guido Cantelli (18 mars et 30 mars/11 avril 1956, 2CD Hänssler Profil PH10006)
- Récital à Carnegie Hall : Beethoven, Sonates pour piano op. 22 no 2 et 106 (11 avril 1956, Hänssler Profil PH07006) (OCLC 312701112)
- Récital à Salzbourg : Bach (Préludes et fugues BWV 893 & 884), Mozart (Sonates K.283 et 331) et Beethoven (Sonates op. 57 et 111) (Mozarteum, 30 juillet 1956, Orfeo C 530 001 B)

Musique de chambre
- Brahms, Sonates pour violoncelle - Pierre Fournier, violoncelle ; Wilhelm Backhaus, piano (1-3 mai 1955, Decca 429 973-2) (OCLC 880519291)